# Mirrorsoft
Mirrorsoft Ltd. è stata un'azienda britannica attiva nella pubblicazione di software, in particolare videogiochi per computer, tra il 1983 e il 1992.

## Storia
La società venne fondata nel 1983 da Jim Mackonochie come divisione del gruppo editoriale inglese Mirror Group Newspapers, di proprietà del magnate Robert Maxwell.
Dopo essersi dedicata alla produzione di software educativo, l'azienda cominciò a produrre videogiochi per macchine a 8 bit come lo ZX Spectrum. Nelle vesti di editore, Mirrorsoft pubblicò i primi titoli sviluppati da The Bitmap Brothers, Spectrum HoloByte e Cinemaware. Nel 1985, Mirrorsoft fu la prima azienda a pubblicare in Europa il videogioco Tetris, sviluppato originariamente in Unione Sovietica. Nel 1990 finanziò anche il titolo di esordio di Revolution Software, Lure of the Temptress, la cui pubblicazione fu portata a termine da Virgin Interactive.
Nel corso degli anni la società fondò e controllò diverse etichette, tra cui Arena Entertainment (dedicata alle edizioni per console SEGA), Mirror Image (dedicata alle riedizioni a basso costo), Personal Software Services/PSS (specializzata in giochi di strategia, precedentemente un'azienda autonoma, acquisita nel 1987) e Image Works.
A causa delle difficoltà finanziarie in cui finì l'impero di Robert Maxwell dopo la sua morte, nel 1992 Mirrorsoft venne acquistata da Acclaim Entertainment.

## Videogiochi
Elenco approssimativo dei giochi pubblicati con l'etichetta Mirrorsoft. Le date si riferiscono alle edizioni Mirrorsoft.
- 737 Flight Simulator (1984)
- ABC Wide World of Sports Boxing (1991)
- Action Reflex (1986)
- Andy Capp (1988)
- Ashkeron! (1985)
- Austerlitz (1989)
- Battle Master (1990)
- BBC Mastermind (1984)
- Bermuda Project (1987)
- Biggles (1986)
- Bismarck (1988)
- Boulder Dash (1984)
- Caesar's Travels (1984)
- Caesar the Cat (1983)
- Catastrophes (1984)
- Conflict: Europe (1989)
- Dark Castle (1987)
- Defender of the Crown (1986)
- Double-Double Bill (1991)
- Dynamite Dan (1985)
- Dynamite Dan II (1986)
- Falcon (1988)
- The Final Battle (1990)
- First Steps with the Mr. Men (1983)
- Flight of the Intruder (1990)
- Games Creator (1984)
- Icon Jon (1986)
- Intrigue! (1988)
- It Came from the Desert (1989)
- J.R.R. Tolkien's Riders of Rohan (1991)
- The King of Chicago (1989)
- Mean Streak (1987)
- Moon Strike (1987)
- Raid 2000 (1987)
- Rocket Ranger (1988)
- Sai Combat (1986)
- Sinbad and the Throne of the Falcon (1987)
- Sorcerer Lord (1988)
- Speedball 2: Brutal Deluxe (1991)
- Spitfire '40 (1985)
- Strike Force Harrier (1986)
- Terror of the Deep (1987)
- Tetris (1988)
- TV Sports: Basketball (1989)
- TV Sports: Football (1989)
- Waterloo (1989)
- WolfPack (1990)
- Xenon 2: Megablast (1991)
- Zig Zag (1987)
- Zythum (1986)

Tra i titoli in produzione, ma poi annullati, si ricordano tre giochi per Amiga: Crimetown Depths, DDT (o Dynamic Debugger) e Terrarium.

### Mirror Image
Elenco approssimativo dei giochi pubblicati con l'etichetta Mirror Image, riedizioni in parte di giochi della Mirrorsoft stessa, in parte di altri editori. Le date si riferiscono alle edizioni Mirror Image.
- 3D Pool (1991) per Atari ST, DOS
- Austerlitz (1991) per Amiga
- Bloodwych (1991) per Amiga
- Carrier Command (1991) per Amiga, Atari ST
- Conflict: Europe (1991) per DOS
- Defender of the Crown (1991) per Amiga, Atari ST, DOS
- Federation of Free Traders (1991) per Amiga, Atari ST
- The King of Chicago (1991) per DOS
- Rocket Ranger (1991) per Amiga
- Sinbad and the Throne of the Falcon (1991) per Amiga
- SkyChase (1991) per Amiga
- Speedball (1991) per Amiga, Atari ST
- The Three Stooges (1991) per DOS
- TV Sports: Football (1991) per Atari ST
- Waterloo (1991) per Amiga
- Xenon 2: Megablast (1991) per Amiga, Atari ST